# Portret umetnika, ki drži bodiko
Portret umetnika, ki drži bodiko (ali Eryngium) je oljna slika na pergamentu, nalepljena na platno, nemškega umetnika Albrechta Dürerja. Naslikan leta 1493, je najzgodnejši od Dürerjevih naslikanih avtoportretov in je bil opredeljen kot eden prvih avtoportretov, ki jih je naslikal severni umetnik. Leta 1922 ga je pridobil pariški Louvre.
Dürer gleda na gledalca s psihološko zapletenim, a precej melanholičnim in zadržanim, resnim, obraznim izrazom. V 15. stoletju so bodike predstavljale simbol moške zakonske zvestobe.

## Zgodovina
Leta 1493 je bil Dürer star 22 let in je delal v Strasbourgu. Končal je vajeništvo pri Michaelu Wolgemutu in svojo turnejo kot popotnik ter se 7. julija 1494 poročil z Agnes Frey.
Datum in rastlina v umetnikovi roki nakazujeta, da gre za zaročni portret (Brautporträt). Dürer se je dejansko upodobil, ko je ponudil cvetočo rastlino, ki so jo botaniki označili kot Eryngium amethystinum (Ametistasta možina): njeno nemško ime je Mannestreue, kar pomeni zakonska zvestoba. Ta rastlina, ki spominja na bodiko (iz katerega je naslov portreta), se uporablja v medicini in velja za afrodiziak. Lahko ima tudi verski pomen; ista rastlina v obrisu je vpisana v zlato podlago Dürerjeve slike Kristus kot mož žalosti (1493–94).
Dürer je bil temperamentno nagnjen k filozofskim dvomom. Svoj obraz je pogosto analiziral v narisanih ali naslikanih podobah – včasih ga je idealiziral, včasih ne. Vrstice, napisane poleg datuma na tej sliki, razkrivajo filozofski in krščanski namen dela:
Myj sach die gat
Als es oben schtat.
Z drugimi besedami (in velikodušno): moje zadeve sledijo smeri, ki jim je dodeljena na vrhu. Poroka je delno določila njegovo usodo – ženin polaga svoje prihodnje življenje v Božje roke.
Leta 1805 je Goethe videl kopijo tega portreta v muzeju v Leipzigu in jo opisal kot »neprecenljive vrednosti«. [7] Po mnenju Lawrenca Gowinga, ki jo imenuje »najbolj francoska od vseh njegovih slik«, Portret Umetnik, ki drži bodiko, je edinstven med Dürerjevimi slikami, saj je »dotik bolj svoboden in barva bolj prelivajoča se kot na kateri koli drugi sliki, ki se je spomnite«.